# Joinville (Santa Catarina)
Pour les articles homonymes, voir Joinville.
Joinville (prononciation en portugais : /ʒoĩˈvili/) est une ville du sud du Brésil, située au nord-est de l'État de Santa Catarina. Elle est la ville la plus peuplée de l’État, avec une population d'environ 590 000 habitants en 2019.  
Joinville est le siège du plus grand festival de danse au monde (ainsi considéré par le Livre Guinness des records), qui a lieu tous les ans au mois de juillet. C’est aussi la seule ville au monde, excepté Moscou, qui ait une école du Bolchoï, le corps de ballet russe.
La ville doit son nom à François d'Orléans, prince de Joinville (fils du roi Louis-Philippe), qui a reçu ces terres, à l’époque complètement "dépeuplées", comme dot lors de son mariage avec la princesse Françoise du Brésil, fille de l’empereur Pierre I du Brésil.

## Histoire
La population initiale de la région de Joinville fut les Guaranis.
Le nom français de la ville lui fut donné par François d'Orléans, prince de Joinville, qui épousa en 1843 la princesse Françoise de Bragance, la sœur de l’empereur Pedro II du Brésil.
Le territoire où se trouve Joinville a constitué le cadeau de mariage de l’empereur du Brésil, jusqu’alors nommé Colonie Dona Francisca. Son nouveau propriétaire, le prince de Joinville, a voulu y fonder une ville avec des immigrants européens.
La ville brésilienne de Joinville a ainsi été officiellement fondée le 9 mars 1851, par des immigrants venus d'Allemagne, de Suisse et de Norvège.
Un palais royal y fut construit en honneur du prince et de la princesse de Joinville en 1870.
Aujourd'hui, le palais royal abrite le musée national d'Histoire avec les appartements royaux, les meubles et vêtements, témoins du mode de vie au milieu du dix-neuvième siècle. De magnifiques palmiers plantés il y a 150 ans bordent la rue qui mène au site, juste au centre de la ville.

## Géographie

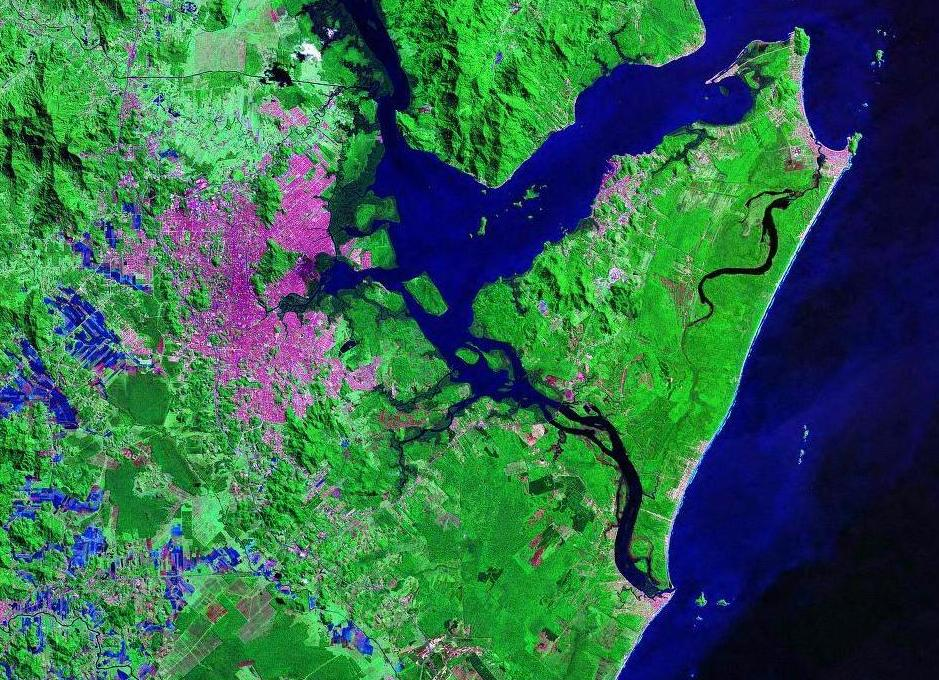
Image satellite de la NASA montrant le centre (en rose) de Joinville

Joinville est la plus grande ville de l'État de Santa Catarina. Sa population était de 515 250 habitants au recensement de 2010. La municipalité s'étend sur 1 131 km2.
Elle est le centre de la microrégion de Joinville, dans la mésorégion Nord de Santa Catarina.

## Économie
L'économie de Joinville repose sur les activités industrielles et le commerce. La ville est un pôle regroupant de nombreuses industries de haute technologie et est très connue à ce titre.
Elle a le plus haut niveau de vie au Brésil. Son développement industriel est le troisième pour les États du sud du Brésil, après les villes de Porto Alegre et Curitiba.
Sa proximité de l’océan et des montagnes, outre sa qualité de vie, ont attiré les Brésiliens voulant échapper à la violence des métropoles. De plus, s’y sont développés de nombreux services dans le nouveau Convention Center, Center Cau Hansen, qui offre un large éventail d’évènements tout au long de l’année et pouvant accueillir 10 000 personnes.
Une des plus importantes universités privées du Brésil se trouve à Joinville ainsi que de nombreux autres établissements qui répondent aux besoins de l’industrie locale.
Les ports de São Francisco do Sul (40 km) et Itajaí (90 km) permettent l’exportation des industries locales : textiles, climatisation, réfrigérateurs, etc.
La ville est également le siège des deux plus importantes compagnies informatiques du Brésil, ainsi que celui du onstructeur de bus Carbuss.
Joinville possède un aéroport offrant des vols vers les principales villes du Brésil. Joinville fait partie du Réseau national de chemin de fer qui la relie directement au port de São Francisco do Sul.

## Sport
La ville comporte un club de football évoluant en 1re division dans le championnat de Santa Catarina et en 2e division nationale, le Joinville Esporte Clube.

## Quartiers
| - Adhemar Garcia - América - Anita Garibaldi - Atiradores - Aventureiro - Boa Vista - Boehmerwald - Bom Retiro - Bucarein - Centro - Comasa - Costa e Silva - Espinheiros - Fátima | - Floresta - Glória - Guanabara (en) - Iririú - Itaum - Itinga - Itoupava Açu - Jardim Iririú - Jardim Paraíso - Jardim Sophia - Jarivatuba - João Costa - Morro do Meio - Nova Brasília | - Paranaguamirim - Parque Guarani - Petrópolis - Pirabeiraba-centro - Rio Bonito - Rio Velho - Saguaçu - Santa Catarina - Santo Antônio - São Marcos - Vila Cubatão - Vila Nova (en) - Zona Industrial Norte - Zona Industrial Tupy (en) |

## Jumelage
La ville de Joinville est jumelée avec :
- Chesapeake  États-Unis
- Spišská Nová Ves  Slovaquie
- Langenhagen  Allemagne
- Joinville-le-Pont  France
- Zhengzhou  Chine
- Schaffhouse  Suisse

## Divers
Joinville est connue comme étant la « Ville des fleurs ».
- nombre important d’écoles primaires, de collèges et de lycées
- plusieurs musées
- un jardin botanique
- un zoo
- des parcs
- de nombreuses plages sont à une demi-heure de voiture de la ville
- trois importants centres commerciaux et des supermarchés
- nombreux hôtels

## Personnalités liées
- Maurício Gugelmin, pilote automobile brésilien
- Alexandr Fier, Grand maître international
- Tiago Splitter, joueur et entraîneur de basketball

## Édifices religieux

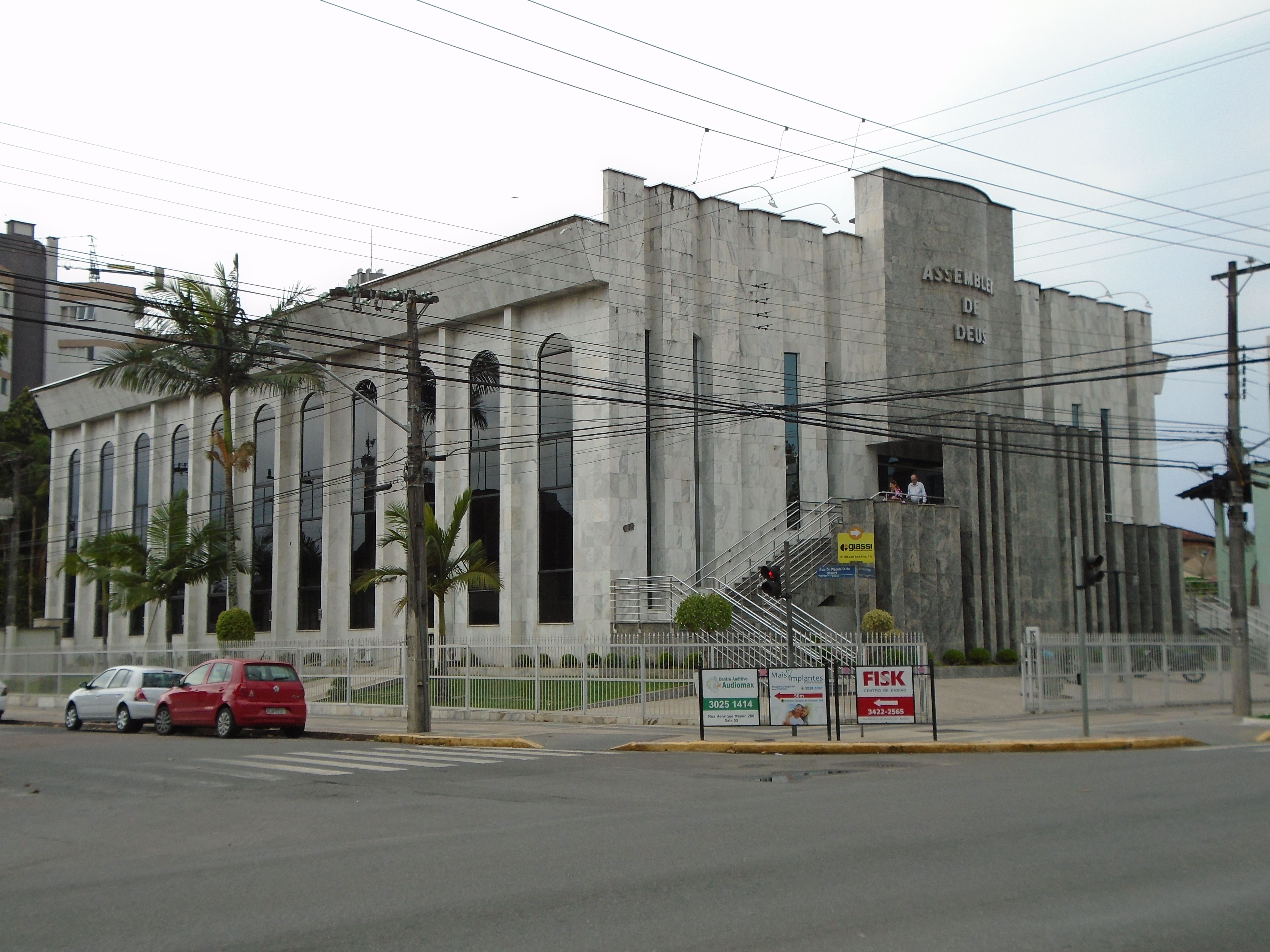
Bâtiment de l’Igreja Evangélica Assembléia de Deus de Joinville

- Igreja Evangélica Assembléia de Deus de Joinville (Assemblées de Dieu)
- Igreja Nossa Senhora de Fátima (Église catholique)
- Igreja Cristo Bom Pastor (Église luthérienne)